# Siegmund Gabriel

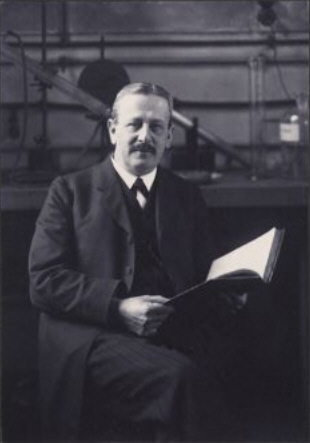
Siegmund Gabriel (1909)

Siegmund Gabriel (Berlijn, 7 november 1851 – aldaar, 22 maart 1924) was een Duits scheikundige, die vandaag het best bekendstaat om zijn ontdekking van de zogenaamde gabrielsynthese, een methode om primaire amines te synthetiseren vanuit alkylhalogenides.
Gabriel werd geboren te Berlijn in 1851. Hij begon zijn studies chemie in Berlijn in 1871, maar ging het daaropvolgende jaar (1872) naar de universiteit van Heidelberg om er ten slotte af te studeren in 1874. Gabriel keerde daarop terug naar Berlijn en bouwde er zijn carrière uit. Hij overleed er in 1924.
| Gabriels professionele carrière | Gabriels professionele carrière                                        |
| ------------------------------- | ---------------------------------------------------------------------- |
| 1884                            | Assistent in het laboratorium van von Hofmann aan universiteit Berlijn |
| 1886                            | Promotie tot professor (universiteit Berlijn)                          |
| 1921                            | Emeritaat (maar zette onderzoek verder in privélab)                    |

Tijdens zijn loopbaan heeft Gabriel enkele belangrijke wetenschappelijke bijdragen geleverd:
- Ontdekking in 1887 van de mogelijkheid om primaire amines te synthetiseren vanuit alkylhalogeniden via ftaalimines (gabrielsynthese). In 1889 synthetiseert hij eveneens aminozuren via deze weg
- Synthese van ethyleenimine (1888) (Gabriel-ethyleeniminesynthese)
- Synthese van isochinolinederivaten (1900) (gekend als Gabriel-Colman-omlegging of Gabriel-isochinolinesynthese)